# 환국 (유사역사학)

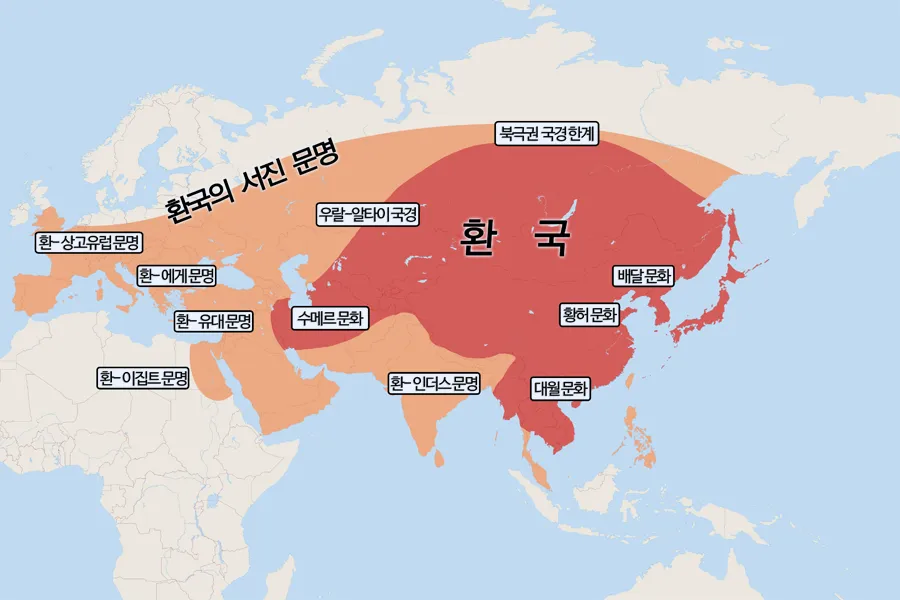
유사역사학계에서 주장하는 환국 강역 땅 지도

환국(桓國)은 고조선(또는 환웅의 시대) 이전에 존재했다고 일부 한국의 유사역사학에서 주장하는 나라로, 《삼국유사》의 특정 판본과 《환단고기》에 기록되어 있다. 일반적으로 한국 사학계에서는 환국이라는 존재를 인정하지 않으나 일부 유사역사학자들은 《환단고기》에 등장하는 내용을 신뢰하며 환국을 한민족 최초의 국가로 주장하기도 한다.

## 개요
‘환국’이라는 단어는 《삼국유사》에 최초로 등장한다. 《삼국유사》의 가장 오래된 판본인 〈정덕임신본〉에는 ‘환인(桓因)’이 ‘환국(桓囯)’으로 표기되어 있다. 이로 인해 《약천집(藥泉集)》, 《동사(東史)》 등 조선 중기 이후의 사찬 역사서들 중 일부에 단군신화의 해당 구절이 ‘환국(桓國)’으로 표기되는 경우가 있었다. 《약천집》의 경우 《삼국유사》가 출전이며 다른 사서에서도 등장 형태가 모두 《삼국유사》와 같은 昔有桓國(석유환국)으로 되어 있다.
그러나 《삼국유사》의 기록은 글자를 잘못 쓴 것이라는 사실이 확인되면서 대부분의 한국사학자들은 이를 환국이라고 인정하지 않는다. 그러나 민족사학자 신채호와 재야사학자 문정창 등은 이 구절이 조작된 것이라고 주장하며 환국의 실존 증거라고 여겼다.

## 환국 조작설
- 신채호는 《조선상고사》에서 천국(天國)을 일컬어 ‘환국’이라 표현하였다고 생각했다. 또한 《삼국유사》에 인용된 《고기(古記)》에 기록된 환인은 원래 환국이었지만 신라 말기 불교의 영향으로 환국이 환인으로 조작되었다고 주장하였다.
- 문정창은 그의 여러 저서를 통해 《삼국유사》의 환인은 원래 환국이며 일본의 식민사학자인 이마니시 류가 《삼국유사》를 번역하는 과정에서 환국으로 표기되어 있는 것을 환인(桓因)으로 조작하였다고 주장하였다. 이러한 주장은 재야사학자들과 언론을 통해 계속 재생산되면서 최근까지도 반복해서 주장되고 있다.[5] 그러나 《삼국유사》의 해당 기록은 조작된 것이 아니라 글자를 잘못 쓴 것이었음이 밝혀지면서 한국사학계에서는 이들의 조작설을 인정하지 않는다.[6]

## 환단고기의 환국
《환단고기》에는 환국이 약 9000여 년 전에 존재했던 국가로 묘사된다. 3300여 년 또는 63000여 년 동안 존속하였던 환국의 군주 명칭은 환인이며 환단고기에는 7명의 역대 환인의 계보도 기록되어 있다. 환단고기에서는 환국이 천해(天海) 동쪽에 있으며 영토 면적이 남북 5만 리, 동서 2만 리에 달했고 12개 연방 국가로 이루어졌다고 한다. 일부 재야사학자들과 환단고기의 주장을 믿는 사람들은 이와 같이 《환단고기》에서 언급된 환국의 기록을 믿으며 환국이 중국뿐 아니라 메소포타미아까지 지구의 반을 지배했다고 주장한다. 그러나 대부분의 한국사학자들은 《환단고기》가 이유립 또는 계연수에 의해 조작된 위서라고 보기 때문에 이러한 주장 역시 인정하지 않는다.
다음은 환단고기에서 기록된 역대 환인이다.
- 1대 환인 : 안파견(安巴堅) 환인
- 2대 환인 : 혁서(赫胥) 환인
- 3대 환인 : 고시리(古是利) 환인
- 4대 환인 : 주우양(朱于襄) 환인
- 5대 환인 : 석제임(釋提壬) 환인
- 6대 환인 : 구을리(邱乙利) 환인
- 7대 환인 : 지위리(智爲利) 환인

다음은 환단고기에서 기록된 환국의 12개의 연방 국가 목록이다.
- 비리국 (卑離國)
- 양운국 (養雲國)
- 구막한국 (寇莫汗國)
- 구다천국 (句茶川國)
- 일군국 (一群國)
- 우루국 (虞婁國)
- 필나국 (畢那國)
- 객현한국 (客賢汗國)
- 구모액국 (句牟額國)
- 매구여국 (賣句餘國)
- 직구다국 (稷臼多國)
- 사납아국 (斯納阿國)
- 선비국 (鮮裨國)
- 시위국 (豕韋國)
- 통고사국 (通古斯國)
- 수밀이국 (須密爾國)

이들 국명의 일부는 《진서(晉書)》 〈사이열전(四夷列傳)〉에 위치와 국명이 나타나는데 대체로 이유립 또는 계연수가 《환단고기》를 제작할 때 이를 베꼈을 것으로 본다. 이와는 반대로 일부에서는 이를 근거로 12개의 연방 국가의 실존을 주장하기도 한다. 특히 이들 국가 가운데 ‘수밀이국’과 ‘우루국’이 각각 고대 메소포타미아 문명 가운데 하나인 수메르 문명과 도시국가 우르를 지칭한다고 주장하기도 한다.

## 같이 보기
- 한국 신화
- 부도지
- 환단고기
- 환국
  - 환인
  - 환웅
- 반한 감정 (환국 역사학계 포함)
- 대한민국 영문 표기 논쟁
- 대한제국

## 참고 문헌 및 링크
- 일연, 《삼국유사》
- 이유립, 《환단고기》, 1979년
- 《진서(晉書)》〈숙신열전(肅愼列傳)〉